# Pteris cuspigera
Pteris cuspigera là một loài dương xỉ trong họ Pteridaceae. Loài này được X.Q.Song mô tả khoa học đầu tiên năm 2010.
Danh pháp khoa học của loài này chưa được làm sáng tỏ. 